# مخيم عقبة جبر
 عقبة جبر هو مخيم للاجئين الفلسطينين يقع جنوب غرب مدينة أريحا، على مسافة 3 كم من مركز المدينة، على ارتفاع 249م فوق سطح البحر. يحده من الشرق والشمال مدينة أريحا، ومن الغرب والجنوب النبي موسى.

## التاريخ
تأسس مخيم عقبة جبر عام 1948 على أرض استأجرتها وكالة الغوث من الأردن، وينحدر سكان المخيم الأصليون من حوالي 300 قرية من شمال حيفا، بالإضافة إلى مناطق في غزة والخليل، و22 قرية مختلفة،منها دير الدنام، المسامية، العباسية، بيت جبرين، تل الصافي، بيت دجن، يازو، وكفر عنا، وعرب الجهالين، المسمية الكبيرة، عرب الدواهيك، دير الدبان، العباسية، الرملة، اللد، عجور، سلمة، السافريةتقلص عدد السكان في المخيم، بسبب حركة النزوح الواسعة، التي شهدها المخيم حيث كان عدد اللاجئين المسجلين يبلغ 30,000 قبل الحرب العربية الإسرائيلية عام 1967، الأمر الذي جعل المخيم هو الأكبر في الضفة الغربية. أصبح المخيم تحت سيطرة السلطة الفلسطينية بعد التوقيع على اتفاق القاهرة عام 1994.

## الخدمات
يوجد في المخيم مدرستان للوكالة، واحدة للذكور والأخرى للإناث، تديرها وكالة الغوث الدولية. أما قطاع الصحة فيتوفر في مخيم عقبة جبر عيادة صحية بإشراف وكالة الغوث الدولية، وعيادتان لأطباء مختصين ويواجه قطاع الصحة في مخيم عقبة بعض المشاكل منها 1-عدم وجود عيادة بعد الظهر لخدمة المرضى. 2- عدم وجود سيارة إسعاف. من حيث المؤسسات الدينية فيوجد في المخيم 6 مساجد، مسجد العباسين، أبو بكر الصديق، وعثمان بن عفان، والحسيني، والشهيد إبراهيم ياجي، ومسجد بلال بن رباح.يتم تزويد عقبة جبر بالمياه من خلال مجموعة من سلطات المياه، على القطاع الخاصة المملوكة لشركة ميكوروت الإسرائيلية، وبلدية أريحا، ويتم توفير المياه في بعض الأحيان بواسطة الأونروا من خلال نبع الفوار.

## إحصائيات
بحسب الجهاز المركزي للإحصاء الفلسطيني، بلغ عدد السكان في عقبة جبر عام 2007، 6851 منهم 3466 ذكراً و3385 أنثى، بالإضافة إلى ذلك تم تسجيل 1,298 أسرة تعيش في 1,369 وحدة سكنية. وأظهر التعداد العام للسكان والمساكن الذي أجراه الجهاز المركزي للإحصاء الفلسطيني عام 2007، أن توزيع الفئات العمرية في عقبة جبر كانت على النحو  44.2% أقل من 15 سنة،49.9% بين 15 - 64 سنة، و2.3% في فئة 65 سنة فما فوق. كما أظهرت أن نسبة الجنس للذكور إلى الإناث في المخيم هي 102.4:100، أي أن الذكور والإناث يشكلون 50.6% و49.4% من السكان.
وفقاً لنتائج التعداد العام للسكان والمساكن والمنشآت 2007، فقد بلغت نسبة الأمية بين سكان عقبة جبر حوالي 8.3%، منهم 74.4% إناث، ومن بين السكان المتعلمين، 16.4% يمكنهم القراءة والكتابة فقط، مع عدم وجود تعليم رسمي، و30.4% حصلوا على تعليم ابتدائي، و30.3% حصلوا على تعليم إعدادي، 8.7% حصلوا على التعليم الثانوي، و5.5% أكملوا التعليم العالي. 

### المؤسسات
- أكثر من 6,400 لاجئ مسجل
- مدرستان
- مركز توزيع أغذية واحد.
- مركز صحي واحد تابع للأونروا، وهناك مركزان آخران
- مركز إعادة تأهيل مجتمعي واحد
- مركز أطفال واحد
- مركز برامج نسائية واحد

### المشاكل الرئيسة
- بطالة عالية
- نقص شديد في المياه[3]
- فيضانات في الشتاء الغزير
- ضعف الكهرباء
- شوارع سيئة
- انعدام الأمن والأمان بسبب اقتحامات قوات الاحتلال المواصلة

## أعلام المخيم
- رجاء أبو عماشة، أول شهيدة للحركة الطلابية بعد النكبة[11]
- محمد أحمد الظاهر - (31 أغسطس 1951) كاتب وشاعر.
- مروان العلان - (1952) شاعر ورسّام وكاتب.
- جمال ناجي
- جهاد أبو العسل - محافظ محافظة أريحا والأغوار منذ عام 2018.
- عمر خشرم - صحفي ومُعد برامج ومذيع فلسطيني، ومدير مكتب قناة الجزيرة في تركيا سابقا .